# Antoine-Léopold, chevalier de Panat
Pour les articles homonymes, voir Brunet et Panat.
Antoine-Léopold de Brunet, chevalier de Panat (Albi, 14 novembre 1762-Paris, 22 janvier 1834), est un officier de marine français.

## Biographie
Fils de Joseph de Brunet, il entre dans la marine comme aspirant garde-marine en janvier 1777 et sert alors sur la gabarre Saumon (1777-1778). Enseigne de vaisseau (août 1778), il embarque sur le vaisseau Pluton dans l'escadre de d'Orvilliers et prend part à la campagne de la Manche (1779). 
Il passe sur les vaisseaux Triton puis Fendant (1780) dans l'escadre de Guichen et participe aux trois batailles livrées en avril 1780 au large de la Dominique. Il sert ensuite de 1781 à 1783 sur le Guerrier et le Triomphant (en) dans l'escadre de de Grasse et combat aux Saintes les 9 et 12 avril 1782. 
Rentré en France en août 1783 sur le Souverain, il commande la gabarre Dorade en 1784 puis sert sur la corvette Cérès dans la Manche (1785). Promu lieutenant de vaisseau (avril 1786), il est sur le vaisseau Patriote (en) lors de la visite à Cherbourg en juin de Louis XVI. 
En 1787, il passe sur le Superbe en escadre d'évolutions puis commande l'Active à Brest et le brick Hasard au Levant (1789-1790). Il capture alors un forban qui voyageait sous pavillon russe. Radié des contrôles en mars 1792, il est secrétaire particulier de Denis Decrès, ministre de la Marine, de 1803 à 1809 puis est affecté au Dépôt des cartes et plans (février 1809) et prend part à la rédaction du récit de voyage de Nicolas Baudin sur les côtes australiennes. 
Capitaine de vaisseau (juillet 1814), secrétaire général de l'amiral de France, il est nommé contre-amiral honoraire en novembre 1824 et prend sa retraite en juillet 1830. 